# Dolánky (Podbořany)
Dolánky (německy Dollanka) jsou malá vesnice, část města Podbořany v okrese Louny. Nachází se pod vrchem Rubín (352 m) asi čtyři kilometry na severovýchod od Podbořan. V roce 2011 zde trvale žili čtyři obyvatelé.
Dolánky leží v katastrálním území Dolánky u Kaštic o rozloze 1,4 km². Vesnicí protéká Dolánecký potok.

## Název
Název vesnice je zdrobnělinou jména Dolany ve významu malé Dolany. Slovo Dolany vzniklo ze staročeského slova dól (důl), příbuzného s německým slovem Tal (údolí). V historických pramenech se název objevuje ve tvarech: de Dolanek (1391), v Dolánkách (1454), v Dolenkách (1467), Dolanka (1787), Dollanka a Dolanka (1846) a Dolánky nebo Dollanka (1854).

## Historie
První písemná zmínka o vesnici pochází z roku 1391, kdy ji vlastnil Václav z Dolánek. Dalšími známými majiteli byli v patnáctém století Ladislav a Vilém Fremutové z Krásného Dvora. Ke krásnodvorskému panství vesnice patřila až do roku 1560, kdy se stala částí zlovědického panství. V roce 1578 Dolánky koupil Jindřich z Polbryc, který v nich nechal postavit tvrz připomínanou poprvé roku 1582. Tehdy Jindřich tvrz s dvorem a celou vesnicí prodal Danielovi z Michalovic. Jeho syn Bohuslav z Michalovic se jako jeden z direktorů zúčastnil stavovského povstání, za což byl odsouzen k trestu smrti a roku 1621 popraven. Tvrz během třicetileté války pravděpodobně zanikla. Dolánky poté až do roku 1671 spravovala královská komora, od které vesnici koupil Julius Jindřich Sasko-Lauenburský a připojil ji k Podbořanům. Součástí městského panství vesnice zůstala až do roku 1800, kdy Jan Rudolf Černín rozdělil dolánecký dvůr na tři statky a prodal je sedlákům.

## Obyvatelstvo
Při sčítání lidu v roce 1921 zde žilo 155 obyvatel (z toho 84 mužů), z nichž bylo 24 Čechoslováků a 131 Němců. Kromě jednoho evangelíka se hlásili k římskokatolické církvi. Podle sčítání lidu z roku 1930 měla vesnice 133 obyvatel: šest Čechoslováků a 127 Němců. Až na tři evangelíky a jednoho člověka bez vyznání byli římskými katolíky.
|                                                                               | 1869 | 1880 | 1890 | 1900 | 1910 | 1921 | 1930 | 1950 | 1961 | 1970 | 1980 | 1991 | 2001 | 2011 |
| ----------------------------------------------------------------------------- | ---- | ---- | ---- | ---- | ---- | ---- | ---- | ---- | ---- | ---- | ---- | ---- | ---- | ---- |
| Obyvatelé                                                                     | 99   | 119  | 106  | 135  | 133  | 155  | 133  | 43   | 41   | 28   | 4    | 2    | 1    | 4    |
| Domy                                                                          | 16   | 18   | 16   | 23   | 25   | 27   | 27   | 27   | .    | 8    | 2    | 9    | 8    | 9    |
| Počet domů z roku 1961 je zahrnut v celkovém počtu domů místní části Kaštice. |      |      |      |      |      |      |      |      |      |      |      |      |      |      |

## Pamětihodnosti
Kulturními památkami v Dolánkách jsou brána zaniklé venkovské usedlosti čp. 4 a hradiště Rubín. Barokní bránu ze druhé poloviny 18. století tvoří půlkruhově ukončený průjezd, nad kterým se vypíná trojice štítů s volutovými křídly. Po stranách průjezdu jsou výklenky, ve kterých stávaly pískovcové sochy svatého Šebestiána a svatého Rocha. K dalším drobným památkám patří empírová kaple z počátku 19. století a pozůstatky statku z 18. století.

## Galerie

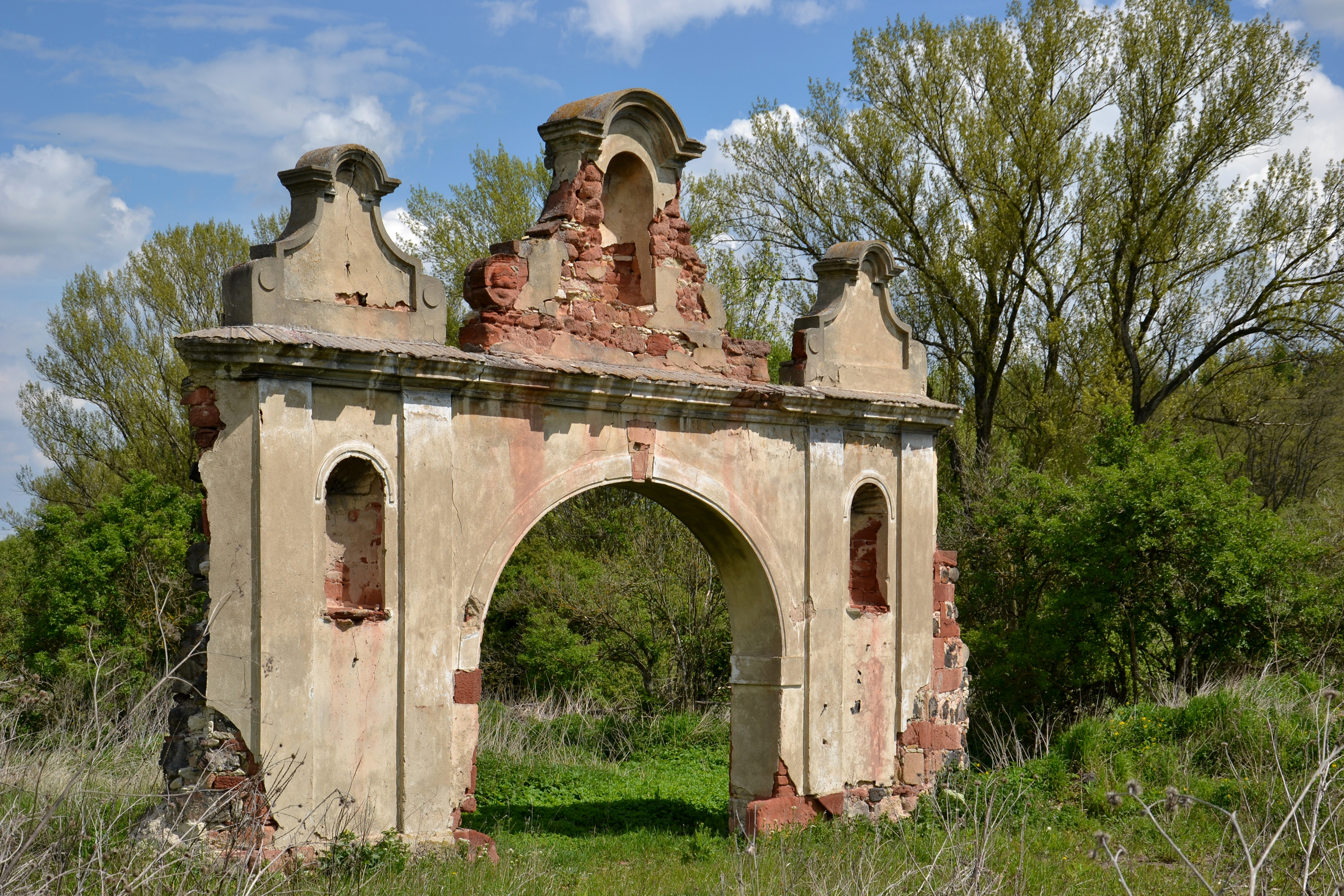
Brána zaniklého statku
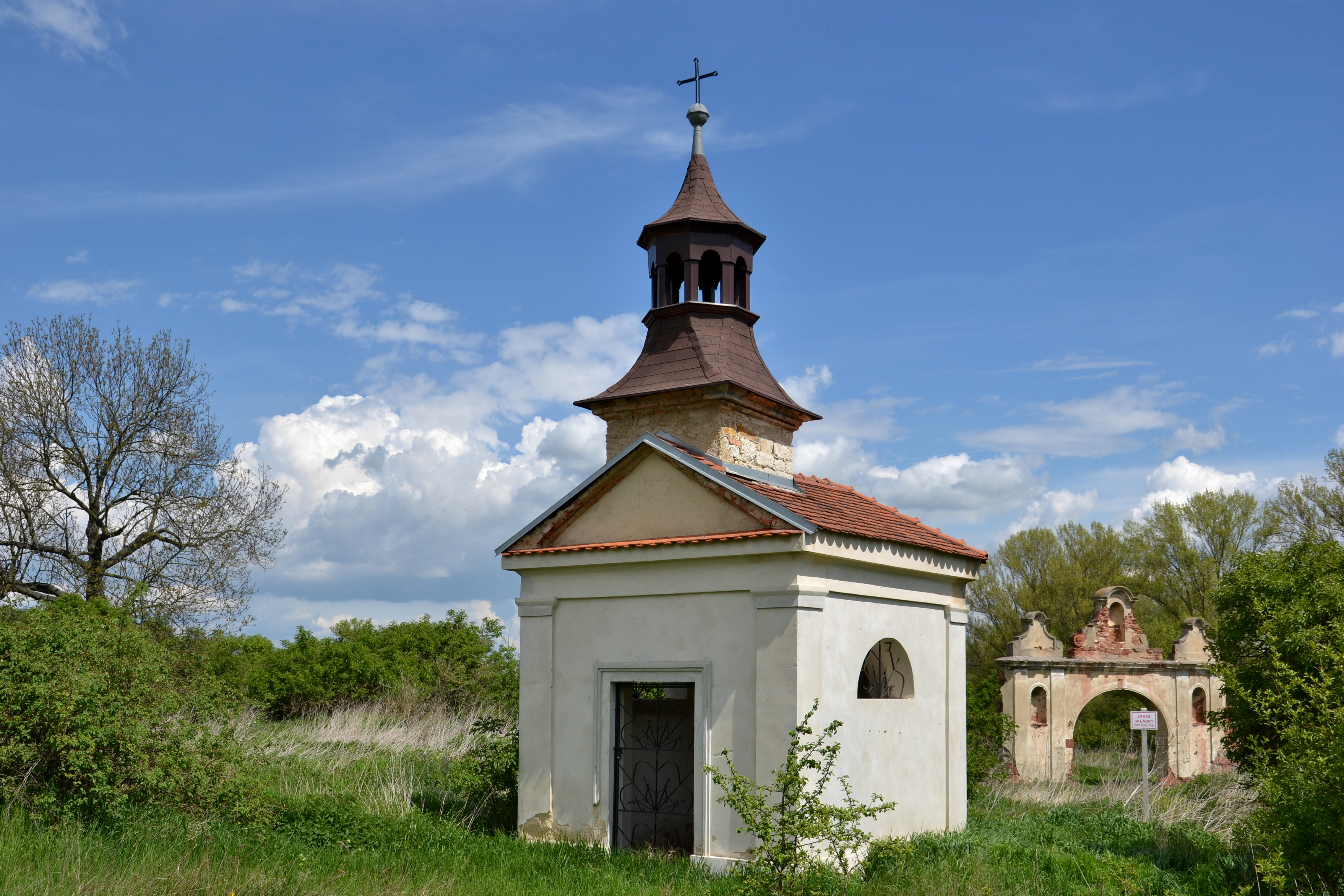
Kaple
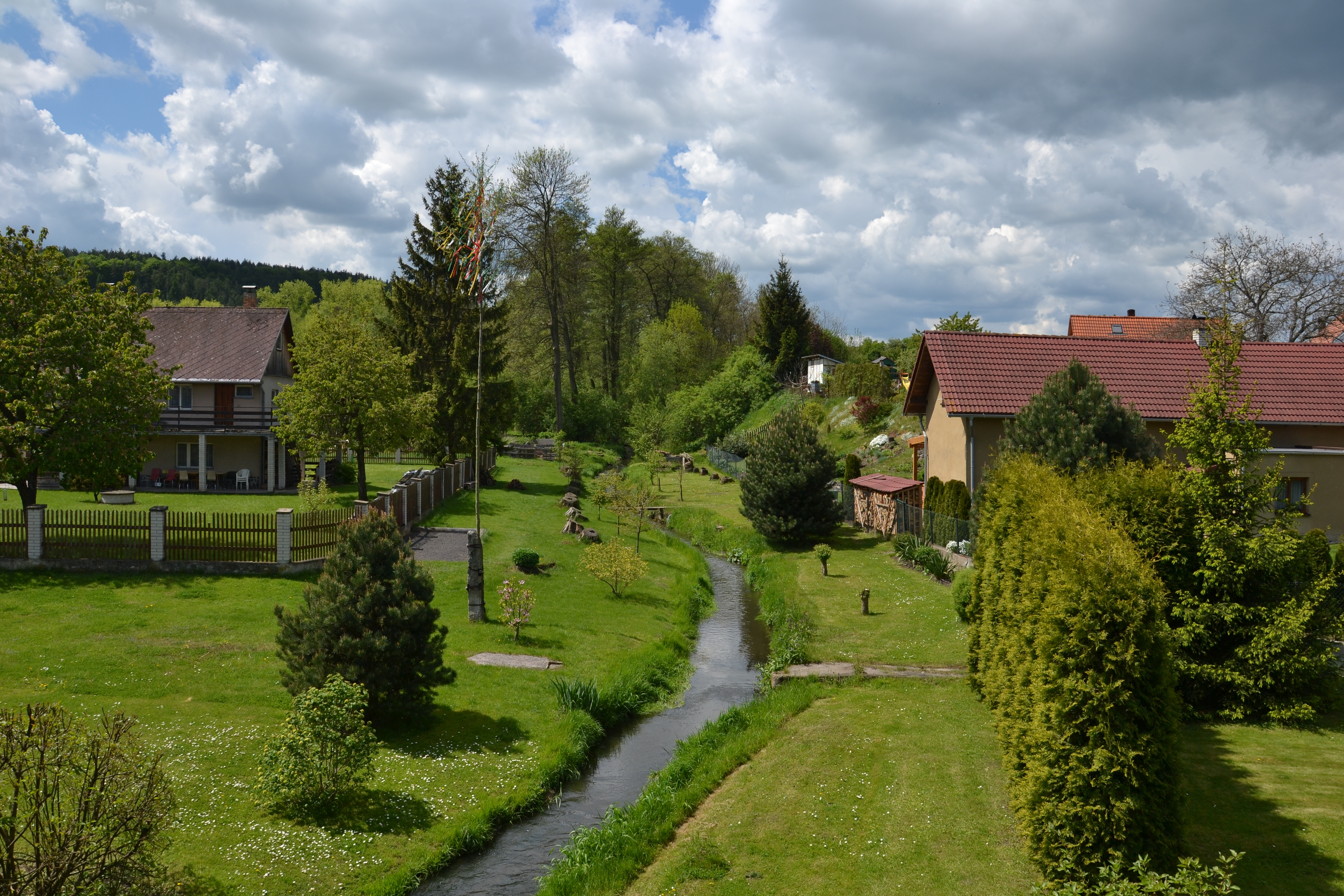
Dolánecký potok ve vsi
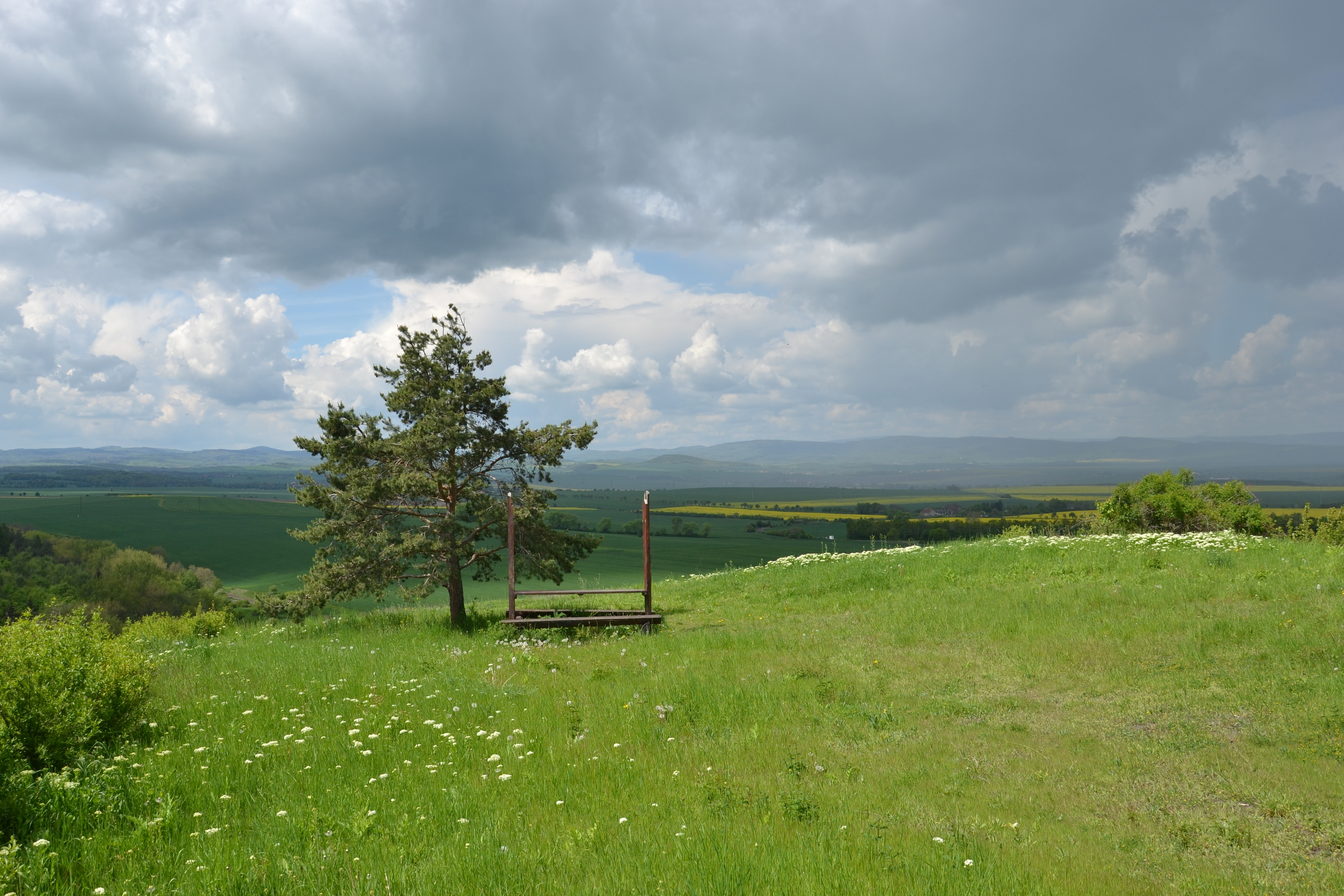
Vrcholová plošina hradiště